# NGC 1070
NGC 1070 é uma galáxia espiral (Sb) localizada na direcção da constelação de Cetus. Possui uma declinação de +04° 58' 07" e uma ascensão recta de 2 horas, 43 minutos e 22,0 segundos.
A galáxia NGC 1070 foi descoberta em 13 de Dezembro de 1784 por William Herschel.